# Sportclub Potsdam 2016-2017
Questa voce raccoglie le informazioni riguardanti lo Sportclub Potsdam nelle competizioni ufficiali della stagione 2016-2017.

## Organigramma societario
Area direttiva
- Presidente: Thorsten Bork

Area tecnica
- Allenatore: Davide Carli
- Allenatore in seconda: Riccardo Boieri
- Scout man: Riccardo Boieri

Area sanitaria
- Medico: Henning Leunert
- Fisioterapista: , Friedrich Baer, Matthias Pefestorff, Enrico Stahlschmidt

## Rosa
| N° | Nome               | Ruolo | Data di nascita   | Nazionalità sportiva |
| -- | ------------------ | ----- | ----------------- | -------------------- |
| 1  | Marta Drpa         | S/O   | 20 aprile 1989    | Serbia               |
| 3  | Lisa Rühl          | L     | 22 settembre 1989 | Germania             |
| 5  | Ivona Svobodníková | C     | 1º aprile 1991    | Rep. Ceca            |
| 6  | Ann-Marie Knauf    | P     | 20 novembre 1992  | Germania             |
| 8  | Kimberly Drewniok  | S/O   | 11 agosto 1997    | Germania             |
| 9  | Lisa Gründing      | S     | 2 dicembre 1991   | Germania             |
| 10 | Annegret Hölzig    | S     | 29 maggio 1997    | Germania             |
| 11 | Sophie Dreblow     | L     | 9 luglio 1998     | Germania             |
| 12 | Wiebke Silge       | C     | 16 luglio 1996    | Germania             |
| 14 | Denise Imoudu      | P     | 14 dicembre 1995  | Germania             |
| 15 | Ljubica Kecman     | S     | 10 dicembre 1993  | Serbia               |
| 17 | Roslandy Acosta    | S     | 25 febbraio 1992  | Venezuela            |